# Здание железнодорожной станции Левашово
Здание железнодорожной станции Левашово — памятник архитектуры. Расположен в Выборгском районе Санкт-Петербурга, современный адрес — Железнодорожная улица, 7 литера А.
Изначально здания станций на железнодорожной линии Санкт-Петербург — Рийхимяки проектировал в 1868—1870 годах Вольмар Вестлинг; строения были деревянными, украшенными резьбой. В конце XIX века перестройкой станций в камне занимался Бруно Фердинанд Гранхольм, архитектор Главного управления железных дорог Финляндии.
Гранхольм построил ряд средних вокзалов островного типа, ядром плана которых служит проходной зал ожидания. В зале Левашово на 2017 год сохранился кессонированный плафон и две одинаковые прямоугольные с угловыми пилонами изразцовые печи производства «Або» по проектам К. Каллио и В. фон Эссена (ранее изумрудно-глазурные, на 2017 год покрытые масляной краской).
Проект вокзала в Левашово был разработан осенью 1906 года, утверждён 15 мая 1907 года, строительство было завершено в 1908 году. Здание построено из белого силикатного кирпича с вкраплениями красного клинкера (ориентировочно в 2011 году вкрапления были закрашены), сам материал был задуман как основное средство декора здания.
Боковые части здания создают асимметрию. Средний объём повышен и заглублён, был оформлен стрельчатыми ложными арками (до побелки здания подчёркнутые фактурной штукатуркой). Со стороны платформы на литых колонках стоит козырёк. Оба ризалита узкие, на левом (со стороны главного фасада) — окна в два яруса, на правом — один проём (ранее — дверь), до побелки прямоугольники из красного кирпича имитировали существование на ризалитах маленьких окошек.
Одно из боковых крыльев двухэтажное, у второго один этаж, их углы закруглены. Окна слева крупные, сужающиеся кверху, с лёгким закруглением поверху. Окна закруглённого угла оригинально объединены в подобие арки, тёмно-красные кирпичные перемычки между верхними и нижними окнами в оригинальном решении сливались с тоном стекла, что усиливало эффект. Красным цветом на белом фоне до побелки всего здания были также выделены надоконные перемычки и короткие столбики под окнами.
Чуть восточнее станции предположительно одновременно с ней был построен типовой краснокирпичный туалет, сохранявший исторический облик с четырьмя козырьками над дверями, которые опирались на деревянные подкосы. Дореволюционное здание было снесено к лету 2019 года.